# Jamaikanische Badmintonmeisterschaft 1986
Die Jamaikanische Badmintonmeisterschaft 1986 fand vom 28. November bis zum 1. Dezember 1986 statt. Es war die 39. Austragung der nationalen Titelkämpfe im Badminton von Jamaika.

## Sieger und Finalisten
| Disziplin    | Gold                          | Silber                      |
| ------------ | ----------------------------- | --------------------------- |
| Herreneinzel | Garth King                    | Robert Richards             |
| Dameneinzel  | Deborah Binns                 | Camille Lue                 |
| Herrendoppel | Garth King Robert Richards    | Leacroft Small Kirk Lee     |
| Damendoppel  | Carol Leyow Jones Maria Leyow | Deborah Binns Camille Lue   |
| Mixed        | Garth King Carol Leyow Jones  | Robert Richards Debbie Bins |